# (36026) 1999 NZ52
1999 NZ52 (asteroide 36026) é um asteroide da cintura principal. Possui uma excentricidade de 0.13182720 e uma inclinação de 16.36485º.
Este asteroide foi descoberto no dia 12 de julho de 1999 por LINEAR em Socorro.